# إنجين أتسور
إنجين أتسور (بالألمانية: Engin Atsür) مواليد 2 أبريل 1984 في إسطنبول، هو لاعب كرة سلة تركي من أصل ألماني. بدأ مسيرته الاحترافية في سنة 2000. يلعب مع فريق ألبا برلين كلاعب هجوم خلفي. يحمل الرقم 14. يبلغ طوله 6 قدم 4 بوصة (1.9 م). حقق المركز الثالث في ألعاب البحر الأبيض المتوسط 2009. لعب كرة السلة الجامعية في الولايات المتحدة.

## المسيرة الاحترافية
لعب مع أنادولو إفيس في موسم 2000–2001، ثم لعب مع تريفيزو لكرة السلة في الدوري الإيطالي في موسم 2007–2008، ثم لعب مع إيفيس في موسم 2008–2009، ثم لعب مع بشكتاش لكرة السلة في الدوري التركي في موسم 2009–2010، ثم لعب مع فنربخشة لكرة السلة من سنة 2010 إلى 2012، ثم لعب مع غلطة سراي لكرة السلة في الدوري التركي من سنة 2012 إلى 2014، ثم لعب مع بشكتاش لكرة السلة من سنة 2014 إلى 2016، ثم لعب مع ألبا برلين في الدوري الألماني في سنة 2016.

## الميداليات
| الميدالية | المسابقة                        |
| --------- | ------------------------------- |
| برونزية   | ألعاب البحر الأبيض المتوسط 2009 |

## روابط خارجية
- إنجين أتسور على موقع الاتحاد الدولي لكرة السلة (الإنجليزية)
- إنجين أتسور على موقع كرة السلة الأوروبية.كوم (الإنجليزية)
- إنجين أتسور على موقع كلية كرة السلة في سبورتس رفرنس.كوم (الإنجليزية)
- إنجين أتسور على موقع ريلجم (الإنجليزية)
- إنجين أتسور على موقع بروبوليرز (الإنجليزية)
- إنجين أتسور على موقع سبورتس رفرنس (الإنجليزية)